# Avestisk (sprog)
Avestisk er et uddødt iransk sprog, der bliver brugt i Avesta, den zoroastriske religions hellige skrifter.
Selv om de avestiske tekster er skrevet ned på et forholdsvis sent tidspunkt (måske under sassaniderne), er sproget betydelig ældre og står sanskrit forholdsvis nær. Sprogvidenskabsfolk daterer derfor de tidligste avestiske tekster, Zarathustras gathaer ("hymner") og deres oldavestiske eller gathaavestiske sprog til mellem 1200 og 600 f.Kr.
Det avestiske sprog ophørte formentlig med at eksistere som et talt sprog i achæmenidisk tid (550-330 f.v.t.). Herefter er det alene et liturgisk sprog for de zoroastriske præster, der imidlertid hæger om den oprindelige ordlyd og udtale.